# 17 (美國雜誌)

嘉莉迪·恩格列斯在《17》的封面上

《17》（英語：Seventeen）是美國的一本少女雜誌。發行商為赫斯特國際集團。初次發行是在1944年，迄今《17》依然是走在流行最前線的刊物。《17》的內容包括：時裝、潮流、名人、美容（皮膚護理、髮型、化妝）和生活模式等。

## 全美超模新秀大賽
自2006年秋天的全美超級模特兒新秀大賽第七季開始，《17》取代了《ELLEgirl》，勝出者會在《17》封面和內頁出現。全美超級模特兒新秀大賽第七季的勝出者嘉莉迪·恩格列斯成為了《17》2007年2月號的封面人物。

## 國際版本
除了美國的版本外，《17》也有其他國家推出的版本。《17》的菲律賓版本由Summit Media發行。亦有Editorial Televisa推出的拉美版本和Apricot Publications Pvt. Ltd推出的印度版本。

## 外部連結
- 官方網站（页面存档备份，存于）